# Дзвонки
Дзвонки (укр. Дзвінки) — село в Белогорском районе Хмельницкой области Украины.
Население по переписи 2001 года составляло 143 человека. Почтовый индекс — 30216. Телефонный код — 3841. Занимает площадь 0,119 км².